# Nõmmküla (Tapa)
Nõmmküla (Duits: Nömküll; de naam betekent ‘heidedorp’) is een plaats in de Estische provincie Lääne-Virumaa, behorend tot de gemeente Tapa. De plaats heeft 36 inwoners (2021) en heeft de status van dorp (Estisch: küla).
De plaats ligt aan de spoorlijn Tapa - Tartu en had daar vroeger een station, dat thans niet meer in gebruik is.

## Landgoed
Nõmmküla mõis, het landgoed bij het dorp, werd gesticht in de 17e eeuw en behoorde oorspronkelijk toe aan de familie Wrangel. Later kwam het in handen van anderen. Het houten landhuis is gebouwd in de 19e eeuw. Het bestaat nog, maar staat al jaren leeg en verkeert in vervallen staat.

## Foto's

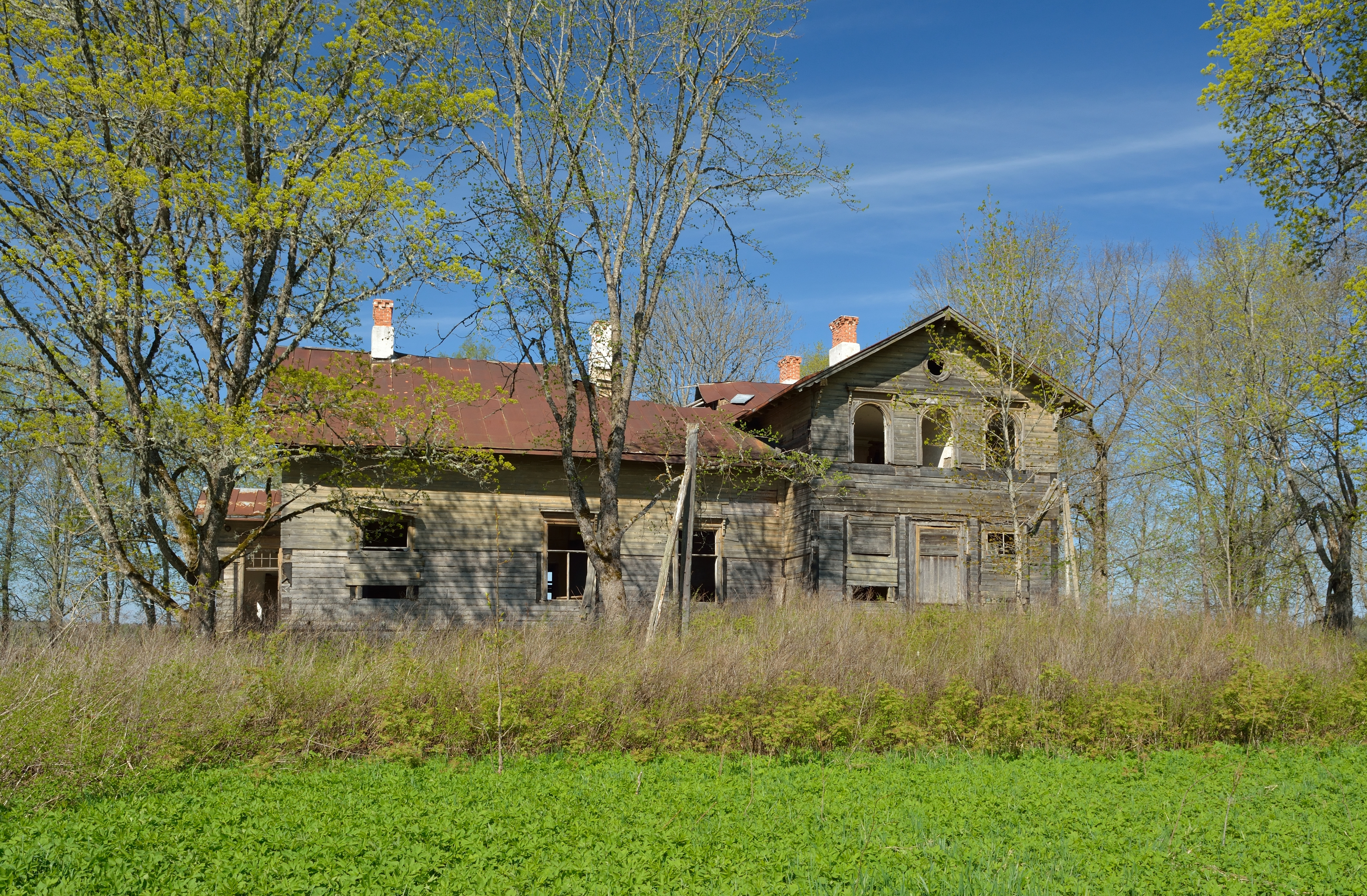
Het landhuis van Nõmmküla
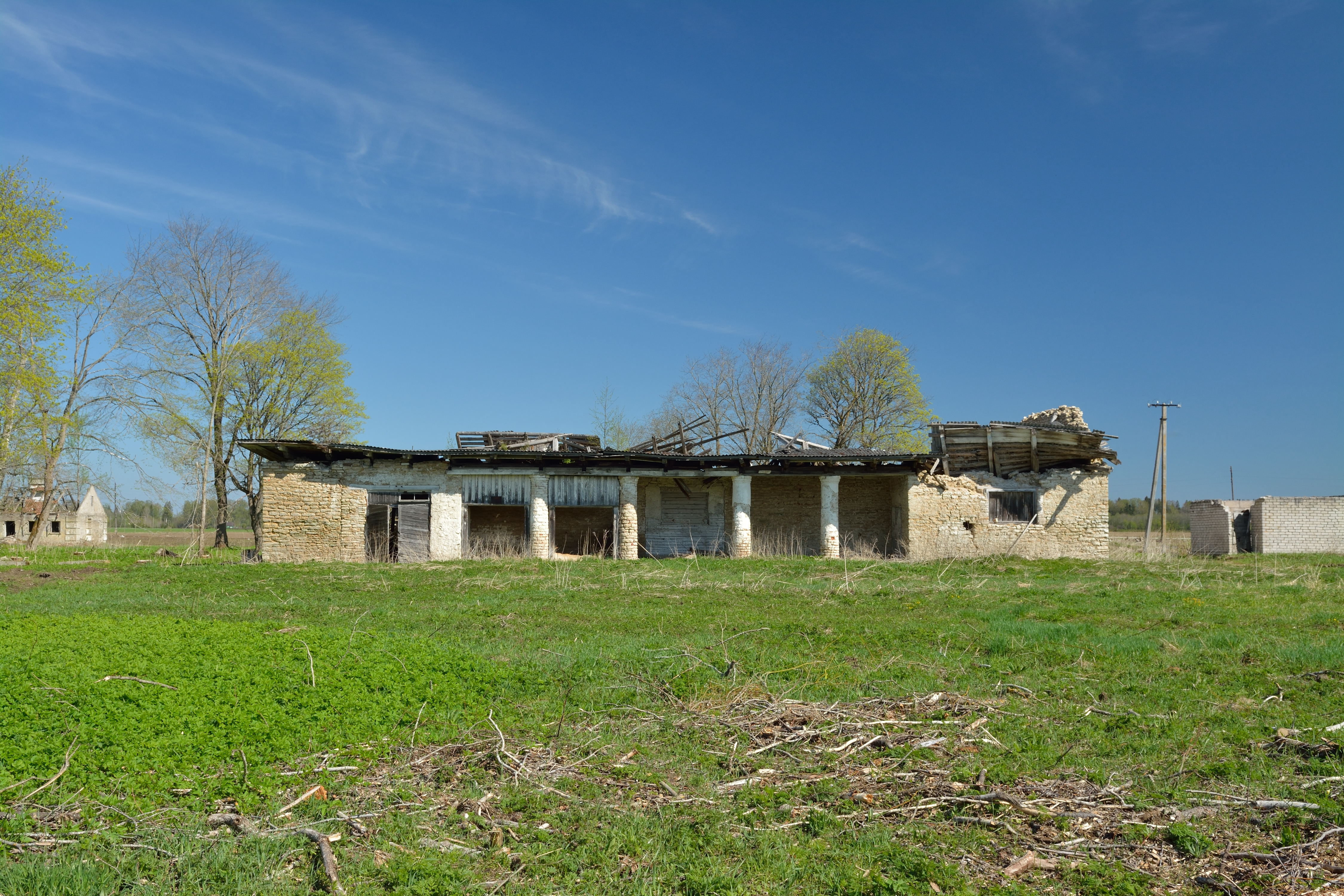
Restant van de graanschuur
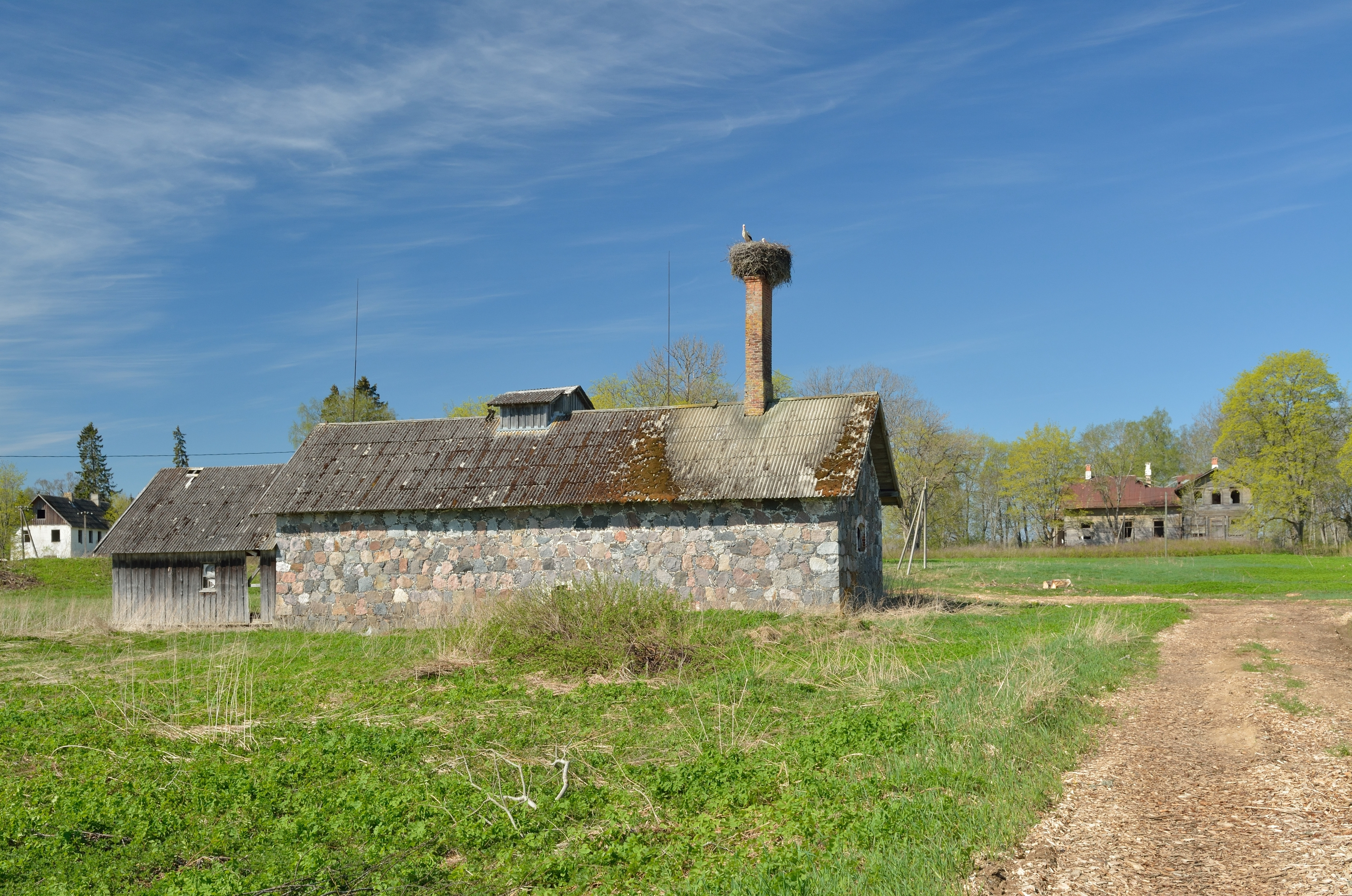
Droogschuur voor het graan